# Lijst van voetbalinterlands Chili - Duitse Democratische Republiek
Deze lijst van voetbalinterlands is een overzicht van alle officiële voetbalwedstrijden tussen de nationale teams van Chili en de Duitse Democratische Republiek (DDR). De landen speelden vier keer tegen elkaar. De eerste ontmoeting, een vriendschappelijke wedstrijd, in Leipzig op 2 juli 1966. Het laatste duel, een groepswedstrijd tijdens het Wereldkampioenschap voetbal 1974, vond plaats op 18 juni 1974 in West-Berlijn (West-Duitsland).

## Wedstrijden
| № | Plaats       | Datum           | Competitie        | Wedstrijd                              | Uitslag |
| - | ------------ | --------------- | ----------------- | -------------------------------------- | ------- |
| 1 | Leipzig      | 2 juli 1966     | Vriendschappelijk | Duitse Democratische Republiek – Chili | 5 – 2   |
| 2 | Maagdenburg  | 22 juni 1969    | Vriendschappelijk | Duitse Democratische Republiek – Chili | 0 – 1   |
| 3 | Santiago     | 2 februari 1971 | Vriendschappelijk | Chili – Duitse Democratische Republiek | 0 – 1   |
| 4 | West-Berlijn | 18 juni 1974    | WK 1974           | Duitse Democratische Republiek – Chili | 1 – 1   |

## Samenvatting
| Competitie        | Totaal gespeeld | Winst Chili | Gelijk | Winst DDR | Doelsaldo Chili – DDR |
| ----------------- | --------------- | ----------- | ------ | --------- | --------------------- |
| WK-eindronde      | 1               | 0           | 1      | 0         | 1 − 1                 |
| Vriendschappelijk | 3               | 1           | 0      | 2         | 3 − 6                 |
| Totaal            | 4               | 1           | 1      | 2         | 4 − 7                 |

Wedstrijden bepaald door strafschoppen worden, in lijn met de FIFA, als een gelijkspel gerekend.

## Details

### Eerste ontmoeting
| Vriendschappelijk (Leipzig, Duitse Democratische Republiek, 2 juli 1966):                      |       |                                           |
| Duitse Democratische Republiek                                                                 | 5 – 2 | Chili                                     |
| Jürgen Nöldner 3' Henning Frenzel 44' Eberhard Vogel 72' Otto Fräßdorf 79' Manfred Geisler 86' | goals | 61' (pen.) Armando Tobar 81' Rubén Marcos |

### Tweede ontmoeting
| Vriendschappelijk (Maagdenburg, Duitse Democratische Republiek, 22 juni 1969): |       |                     |
| Duitse Democratische Republiek                                                 | 0 – 1 | Chili               |
|                                                                                | goals | 90' Guillermo Yávar |

### Derde ontmoeting
| Vriendschappelijk (Santiago, Chili, 2 februari 1971): |       |                                |
| Chili                                                 | 0 – 1 | Duitse Democratische Republiek |
|                                                       | goals | 19' Kreische                   |

### Vierde ontmoeting
| WK 1974 (West-Berlijn, West-Duitsland, 18 juni 1974): |       |                                |
| Chili                                                 | 1 – 1 | Duitse Democratische Republiek |
| Ahumada 69'                                           | goals | 19' Hans-Jürgen Kreische       |